# Agència Espacial Espanyola
L′Agència Espacial Espanyola (AEE) és un organisme públic espanyol responsable, en l'àmbit espacial, de contribuir a la seguretat nacional, promoure la investigació científica i la indústria, representar Espanya en fòrums internacionals i coordinar les institucions nacionals en aquest àmbit. Així mateix, s'encarrega de dissenyar i coordinar l'Estratègia Espacial Espanyola. Col·labora estretament amb l'Agència Espacial Europea (ESA) i l'EUSPA i els seus respectius programes espacials europeus.
La creació de l'organisme va ser anunciada pel Govern d'Espanya el 27 de maig de 2021. El 5 de setembre del 2022 es va aprovar la Llei 17/2022 que va donar habilitació legal per a la creació de l'organisme i el 7 de març de 2023 el Consell de Ministres va aprovar els seus estatuts. La sessió constituent del Consell Rector de l'agència es va fer a Sevilla el 20 d'abril del 2023.

## Problemàtica
A Espanya, el Centre per al Desenvolupament Tecnològic Industrial (CDTI) realitzava una part de les funcions de agència espacial. Aquest organisme ostentava la representació d'Espanya davant de l'Agència Espacial Europea i gestionava més del 80 % del pressupost públic sobre l'espai, però no fixava la política espacial, ni planificació, ni realitzava cap tipus de recerca. En realitat, les competències espacials estaven repartides entre cinc ministeris (Ciència, Indústria, Ministeri de Transports, Mobilitat i Agenda Urbana, Defensa i Transició Ecològica).
En els anys previs a la seva creació, el sector industrial aeroespacial havia reclamat la creació d'una Agència Espacial Espanyola, ja que consideraven que la distribució de llavors feia perdre oportunitats. L'absència d'aquest organisme limitava la representació d'alt nivell d'Espanya davant dels organismes internacionals, la coordinació dels esforços, la implementació d'una política nacional en matèria espacial i la defensa dels interessos industrials, com ara tenir capacitat de seguir unes directrius pròpies independents de les marcades per l'Agència Espacial Europea (ESA).
D'altra banda, la comunitat científica lamentava la manca de continuïtat dels projectes investigadors, necessària quan les missions duren decennis en alguns casos, i l'absència d'una direcció de programes científics, que gestionés programes i els representés internacionalment, elements amb què sí que comptaven investigadors daltres països.
Abans, el programa espacial d'Espanya es dividia en les següents institucions i àrees, que sumaven un pressupost anual que rondava els 500 milions d'euros:
- El Centre per al Desenvolupament Tecnològic Industrial (CDTI), dependent del Ministeri de Ciència, representava Espanya a l'ESA i a la UE, i gestionava la major part del pressupost públic d'espai a Espanya. Tanmateix, no tenia centres de recerca propis ni associats, ni capacitat d'execució, delegant sempre a la indústria privada.

- La gestió de la participació espanyola davant els òrgans de gestió de l'ESA corresponia al CDTI.[19] Gran part de la inversió de l'ESA es produeix en forma de retorns cap als països membres, tant retorns industrials (cap a empreses privades) com retorns científics (cap a institucions públiques), però el CDTI no tenia cap capacitat d'elaborar programes científics, únicament exercia una funció dexecució del pressupost.

- L'Institut Nacional de Tècnica Aeroespacial (INTA) és depenent del Ministeri de Defensa. Tot i el que el seu nom indicava l'INTA, a l'època prèvia a la creació de l'Agència Espanyola, no es dedicava únicament a la investigació aeroespacial, sinó que en els anys previs havia absorbit competències d'investigació militar als àmbits marí i terrestre. Un altre dels problemes era que algunes institucions, com l'Agència Espacial Europea, tenen com a imperatiu l'ús «exclusivament pacífic»,[20] i, per tant, no col·laboren amb institucions militars.

- La participació en el Programa Galileo l'ostentava el Ministeri de Transports, Mobilitat i Agenda Urbana.[19]

- La participació a l'EUMETSAT es dividia entre CDTI i AEMET.

- El CSIC, dependent del Ministeri de Ciència, comptava amb diversos centres dedicats principalment a l'astronomia.

- L'Institut Geogràfic Nacional, dependent del Ministeri de Transports, Mobilitat i Agenda Urbana, gestionava l'Observatori Astronòmic Nacional d'Espanya, format per tres centres.

- En tot allò relacionat amb els acords de compartició de dades de vigilància espacial (SST per les sigles en anglès) amb els EUA era el Ministeri de Defensa (MINISDEF) qui actuava en nom d'Espanya;[21] és igualment el MINISDEF qui operava i mantenia el radar de vigilància espacial S3TSR situat a la Base Aèria de Morón.

- L'Agència Estatal de Meteorologia també tenia competències espacials, pertanyent al Ministeri per a la Transició Ecològica i el Repte Demogràfic.

- L'Agència Estatal de Recerca (AEI), també tenia competències sobre investigació espacial, i adscrita al Ministeri de Ciència i Innovació.[22]

- L'elaboració del Programa Nacional de l'Espai (PNE), que determina l'estratègia en matèria espacial, tradicionalment havia corregut a compte de la Comissió Interministerial de Ciència i Tecnologia, formada per 10 ministeris, però aquest no es renovava des de l'any 2011.[23]

- Alguns centres i programes depenien de diverses institucions alhora, com el Centre d'Astrobiologia (CAB) o el Programa Nacional d'Observació de la Terra per Satèl·lit (PNOTS), que depenien de l'INTA i CSIC i, per tant, de dos ministeris.

- A Espanya hi havia una legislació específica, la «Ordre per la qual es regulen al territori nacional els llançaments d'enginys espacials de qualsevol classe de caràcter privat», publicada al Butlletí Oficial de l'Estat el 9 de maig de 1968,[24] la qual regula els llançaments orbitals o suborbitals, però que establia grans limitacions ja que obligava a realitzar els llançaments des de El Arenosillo,[24] i no fixava un procediment per a la concessió de llicències per a nous centres de llançament,[24][25] malgrat la ubicació privilegiada d'Espanya dins la Unió Europea. Tampoc donava cobertura legal a la coeteria amateur.[26]

## Història

### Antecedents
Durant dues dècades, Espanya va comptar amb un organisme semblant a una agència espacial, la Comissió Nacional de Recerca de l'Espai (CONIE), que va ser creada el 1963 i estava adscrita al Ministeri de Defensa. Espanya va ser un dels primers països d'Europa a tenir un organisme que s'ocupés dels assumptes de l'espai, ja que a l'inici de la dècada dels 60 només França disposava d'una entitat nacional, el CNES.
Inicialment la col·laboració espanyola en els programes espacials europeus previs a l'ESA es gestionava a través de l'INTA i en crear l'ESA, el 1975, es va fer càrrec d'aquesta responsabilitat la CONIE, però Espanya era l'únic país la delegació del qual estava encapçalada i formada gairebé exclusivament per militars.
La Llei de la Ciència de 1986 va donar per extingida la CONIE i les seves funcions es van transferir a la Comissió Interministerial de Ciència i Tecnologia (CICYT), amb l'objectiu que aquestes competències passessin a dependre d'un organisme civil, que va delegar al Centre per al Desenvolupament Tecnològic i Industrial (CDTI), dependent del Ministeri d'Indústria, la gestió i seguiment dels programes de l'Agència Espacial Europea (ESA). Aquest mateix any de 1986 va començar un intent que l'INTA absorbís les funcions pròpies d'una agència espacial però després del canvi de govern el 1996 aquesta tendència es va revertir i va perdre les seves atribucions poc a poc.

### Època recent
Al novembre de 2014 es va crear la Comissió Interministerial de Política Industrial i Tecnològica de l'Espai amb l'objectiu de coordinar els interessos dels sis ministeris que aleshores tenien competències, però els seus esforços de coordinació i planificació es van interrompre amb la fi de la legislatura. Estava formada pel Ministeri de Defensa, el Ministeri d'Hisenda i Administracions Públiques, el Ministeri de Foment, el Ministeri d'Indústria, Energia i Turisme, el Ministeri d'Economia i Competitivitat, l'Institut Nacional de Tècnica Aeroespacial (INTA), dependent de Defensa, el Centre per al Desenvolupament Tecnològic Industrial (CDTI), dependent d'Economia , i l'Agència Estatal de Meteorologia (AEMET), dependent del Ministeri d'Agricultura, Alimentació i Medi Ambient.
L'any 2015 el Govern d'Espanya va anunciar la creació d'una agència espacial unificant totes les activitats de recerca espacial però no es va dur a terme.
El 27 de maig de 2021 el govern va anunciar sorprenentment la creació de l'Agència Espacial Espanyola, durant una compareixença davant el Congrés dels Diputats d'Iván Redondo, director del Gabinet del President del Govern i secretari del Consell de Seguretat Nacional.

### Procés de constitució
El 28 de desembre de 2021 es va fer el primer pas significatiu per a la creació d'aquesta agència, amb l'aprovació a Consell de Ministres de l'Estratègia de Seguretat Nacional 2021 que establia que s'havia de «crear l'Agència Espacial Espanyola, amb un component dedicat a la Seguretat Nacional, per dirigir l'esforç en matèria espacial, coordinar de forma eficient els diferents organismes nacionals amb responsabilitats en el sector espacial i unificar la col·laboració i la coordinació internacional.» El text inclou com a atribucions d'aquesta agència establir una política nacional i representar internacionalment Espanya en el sector espacial. L'endemà, es va registrar a les Corts una Proposició no de Llei (PNL) per al seu debat al Ple per reclamar al Govern la creació d'una Agència Espacial Espanyola i l'impuls de la seguretat jurídica respecte de aquelles activitats que es duguin a terme a l'espai ultraterrestre, la Lluna i altres cossos celestes amb fins pacífics.
El 25 de febrer de 2022, amb la publicació al Butlletí Oficial de les Corts Generals del projecte de modificació de la Llei 14/2011 de la Ciència, la Tecnologia i la Innovació, es va confirmar la intenció del Govern de crear l'Agència Espacial Espanyola amb caràcter d'agència estatal adscrita als Ministeris de Ciència i Innovació i de Defensa, primer cas d'adscripció dual d'una agència estatal.
El 14 de juny de 2022 el Consell de Ministres (Consell) va aprovar la creació del Consell de l' Espai, un grup interministerial encarregat d'elaborar l'estatut i el pla inicial d'actuació de la futura Agència Espacial Espanyola. Estava format per representants d'onze ministeris i del Centre Nacional d'Intel·ligència. Estava presidit per Miguel Belló i incorporava altres divuit persones més amb dret a votar durant les sessions plenàries. Podia incorporar, tant per als seus plens com per als grups de treball, a un elevat nombre d'experts en diferents camps. El Consell de l'Espai, constituït l'11 de juliol del 2022, es va extingir després de constituir-se l'Agència el 20 d'abril del 2023, si bé la majoria dels seus membres van passar a formar part del Consell Rector de l'AEE.
El 7 de març del 2023, el Consell de Ministres va aprovar el primer text d'estatut de l'Agència. El 10 de març del 2023, la Sotssecretaria de Ciència i Innovació va acordar convocar la provisió, pel procediment de lliure designació, de dos llocs de treball que resultarien adjudicats quatre mesos després: un per a la coordinació dels serveis generals de l'AEE i un altre per a la coordinació de les seves tecnologies de la informació.
L'AEE va entrar en funcionament el 20 d'abril del 2023 amb la constitució del Consell Rector i, després de rebre, el 29 de maig, a la seva seu principal, la visita de l'administrador de la NASA, va passar a formar part de la xarxa mundial d'agències espacials vinculades als Acords d'Artemisa.

## Estructura
L'Agència s'estructura de la manera següent:
- El president. La presidència és exercida pel ministre de Ciència i Innovació. El president representa l'Agència, convoca i dirigeix les reunions del Consell Rector, i proposa, després de consultar amb el ministre de Defensa, el nomenament del director de l'Organisme.
- El Consell Rector. És l'òrgan col·legiat de govern de l'Agència, format pel president, els vicepresidents (són quatre, una per a cada representant dels ministeris de Defensa, Transports, Indústria i Economia), el director de la mateixa i altres representants de l'Administració General de l'Estat . També hi haurà, amb veu però sense vot, representants de l'àmbit científic, del sector industrial espacial i dels treballadors.
  - Com a òrgan de treball permanent té una Comissió Permanent, encapçalada pel director de l'Agència.
- El Director de l'Agència, amb rang de subsecretari. És l'òrgan executiu de l'Agència, del qual depenen la resta d'òrgans administratius.
  - La Secretaria General. És responsable de la gestió i direcció administrativa dels recursos humans, econòmics, financers, informàtics, logístics i materials. Així mateix, exerceix la Secretaria del Consell Rector.
  - La Direcció de Seguretat i Planificació. El seu titular és el primer a la línia de successió del director de l'Agència i aquest departament s'encarrega de donar suport a la consecució dels objectius de les diferents estratègies nacionals de què formi part l'Organisme, coordina i supervisa tot el relatiu al suport a la Seguretat Aeroespacial, assisteix en la certificació d'infraestructures espacials, i és responsable de tot allò relacionat amb l'operació segura del Trànsit Espacial i del seguiment de les activitats relacionades amb «Space Surveillance and Tracking» (SST) i «Space Situational Awareness» (SSA). Així mateix, s'encarrega de vetllar per la sostenibilitat ambiental de les operacions espacials i per la ciberseguretat, la protecció de la informació, l'acreditació d'empreses, locals i persones que participin en projectes classificats, així com la protecció davant d'amenaces i riscos, en coordinació amb altres organismes amb competències en aquesta matèria.
  - La Direcció de Programes i Indústria, a la qual correspon promoure, gestionar i coordinar el Programa Nacional de l'Espai, el seguiment tècnic i econòmic dels programes ja existents, supervisar l'ús correcte dels fons per al desenvolupament d'aquests programes i la participació nacional a tots els programes espacials. També fomentar l'ecosistema de la indústria espacial i analitzar la possible inversió pública en iniciatives privades d'empreses de nova creació.
  - La Direcció de Ciència, Tecnologia i Innovació, a la qual competeix identificar, promoure i desenvolupar les tecnologies espacials en tots els seus àmbits, ja sigui realitzant programes propis, finançant-ne d'altres o ajudant a la creació i consolidació d'empreses de base tecnològica espacial.
  - La Direcció d'Usuaris, Serveis i Aplicacions. Aquesta direcció és la responsable del foment i desenvolupament de les aplicacions espacials per a usuaris públics i privats i del desenvolupament del sector "downstream" de la indústria espacial.
  - L′Oficina d'Espai i Societat, responsable del foment, a través de les accions de comunicació i divulgació pertinents, de l'interès social per l'espai i pels projectes, ciència, investigacions, actuacions i altres que es derivin de les competències de l′Agència.

Així mateix, per assegurar el funcionament correcte de l'Agència, hi ha una Comissió de Control que recull informació i la transmet al Consell Rector.
Finalment, hi ha diversos òrgans consultius de suport per assistir a les diferents direccions de l'Agència.

## Directors
Inicialment, fins que es procedeixi al nomenament de la persona titular de la Direcció de l'agència per part del seu Consell Rector, l'estatut de l'agència estableix que aquesta s'exercirà de forma transitòria per la persona titular del Comissionat per al PERTE Aeroespacial, lloc ocupat en aquest moment per Miguel Belló.
| Director     | Inici      | Final      |
| ------------ | ---------- | ---------- |
| Miguel Belló | 08/03/2023 | Actualitat |

## Pressupost
Tot i que inicialment el Govern havia calculat que l'AEE gestionaria un pressupost inicial aproximat de 500 milions d'euros, finalment aquesta xifra va ser elevada fins als 700 milions en el seu primer exercici. Aquesta inversió inclou l'aportació espanyola a l'Agència Espacial Europea (ESA), que augmentarà dels 250 milions d'euros als 300 milions.

## Seu
Segons s'estableix al Reial Decret 158/2023, la "seu principal" de l'Agència Espacial Espanyola es troba a Sevilla.

### Procés de selecció
Des de mitjans del 2021, preveient que l'Agència necessitaria, a més d'una seu virtual, una seu física, o potser diverses, diverses administracions locals van ser, successivament, manifestant interès que s'ubiqués als seus territoris respectius. La disposició addicional tercera de la Llei 17/2022 va establir que el Govern d'Espanya havia de promoure que «la localització de l'Agència Espacial Espanyola es fonamentés, entre d'altres, en els principis de cohesió social i territorial, la millora en el funcionament dels serveis públics, els nivells de desocupació o la lluita contra la despoblació».
El Govern, després del Consell de Ministres del 27 de setembre de 2022, va anticipar que resultarien rellevants, a l'hora de situar la seu de la futura agència estatal en una ubicació o una altra, a més dels criteris assenyalats a la Llei 17/2022. compromisos que estiguessin disposades a assumir les administracions locals quant a «cessió de béns immobles, assumpció de costos financers del trasllat o creació de la seu i mesures de suport al personal traslladat».
El 4 d'octubre, el Govern va anunciar que obria un termini d'un mes per presentar formalment sol·licituds, rebent 21 sol·licituds de tota la geografia espanyola. El 5 de desembre de 2022, el Govern d'Espanya va anunciar que la candidatura seleccionada era la de Sevilla.

### Recursos
El 30 de novembre de 2022, el Govern d'Aragó va presentar, davant el Tribunal Suprem, un recurs contenciós administratiu contra el procés de selecció de seu i, dos dies després, l'Audiència Nacional va decidir admetre a tràmit un recurs similar presentat per l'agrupació d'electors Teruel Existe. Les corporacions municipals de Terol i Cebreros van decidir, als seus respectius plens de desembre de 2022 i de març de 2023, portar als tribunals l'elecció de Sevilla com a seu.